# Клин
Клин је једноставан алат који се употребљава да би одвојио две целине или два дела једне целине, да би се подигао неки део или да би се неки део држао на месту. Механичка својства клина зависе од његовог облика, односно од односа дужине и угла оштрице клина. Што је угао већи, обављени рад ће бити бржи, али ће захтевати већу силу. Са мањим углом клина рад ће се спорије обављати, али ће потребна сила бити мања.

## Историја
Када и где је измишљен и направљен први клин није познато. Зна се само да се клин користи још од каменог доба. Око 3000. године п. н. е. у старом Египту, употребљавани су бронзани клинови у каменоломима да би одвајали блокове камена за изградњу. Поред бронзаних клинова употребљавали су се и дрвени клинови, који су се ширили након влажења водом. У Америци нека племена Индијанаца су употребљавала клинове од јеленове кости при обради дрвета.
Један рани пример клина је ручна секира (погледајте такође ручни клин и Олорџасејли), која се прави ломљењем камена, углавном кремена, да би се формирала бифацијална ивица или клин. Клин је једноставна машина која трансформише бочну силу и кретање алата у попречну силу цепања и кретање радног предмета. Доступна снага је ограничена напором особе која користи алат, али пошто је снага производ силе и кретања, клин појачава силу смањујући кретање. Ово појачање или механичка предност је однос улазне и излазне брзине. За клин ово је дато са 1/tanα, где је α угао врха. Површине клина су моделоване као праве линије које формирају клизни или призматични спој.

## Употреба
Клин данас има врло широку употребу. Примери су секира, клинови за одвајање (штемајзи), длето...). Клинови се користе за подизање тешких предмета, одвајајући их од површине на којој почивају.
Замислите блок који треба да се подигне клином. Како клин клизи испод блока, блок клизи уз нагнуту страну клина. Ово подиже тежину FB блока. Хоризонтална сила FA потребна за подизање блока добија се узимањем у обзир брзине клина vA и брзине блока vB. Ако се претпостави да клин не расипа и нити складишти енергију, онда је снага у клину једнака излазној снази, или
{\displaystyle {\frac {F_{\mathrm {B} }}{F_{\mathrm {A} }}}={\frac {v_{\mathrm {A} }}{v_{\mathrm {B} }}}.}
Брзина блока је повезана са брзином клина нагибом странице клина. Ако је угао клина α тада
{\displaystyle v_{\mathrm {B} }=v_{\mathrm {A} }\tan \alpha ,\!}
што значи да је механичка предност
{\displaystyle MA={\frac {F_{\mathrm {B} }}{F_{\mathrm {A} }}}={\frac {1}{\tan \alpha }}.}
Дакле, што је мањи угао α то је већи однос силе дизања и силе примењене на клин. Ово је механичка предност клина. Ова формула за механичку предност се односи на сечење ивица и операције цепања, као и на подизање.
Клинови се могу користити и за одвајање предмета, као што су блокови од тесаног камена. Маљеви за цепање и клинови се користе за цепање дрвета. Уски клин са релативно дугим конусом који се користи за фино подешавање растојања између објеката назива се подметач, и обично се користи у столарству.
Врхови виљушки и ексера су такође клинови, јер цепају и одвајају материјал у који се гурају или забијају; осовине се тада могу чврсто држати због трења.

## Оштрице и клинови
Сечиво је сложена нагнута раван, која се састоји од две нагнуте равни постављене тако да се равни састају на једној ивици. Када се ивица на којој се спајају две равни гурне у чврсту или течну супстанцу, она превазилази отпор материјала да се одвоји преносећи силу која делује на материјал у две супротне силе нормалне на лице сечива.
Прва позната употреба оштрице од стране људи била је оштра ивица кременог камена који је коришћен за раздвајање или цепање животињског ткива, нпр. сечење меса. Употреба гвожђа или других метала довела је до развоја ножева за те врсте задатака. Оштрица ножа омогућавала је људима да секу месо, влакна и друге биљне и животињске материјале са много мањом силом него што би била потребна да се поцепају једноставним повлачењем рукама. Други примери су плугови који одвајају честице земље, маказе које одвајају тканину, секире које раздвајају дрвена влакна, и длета и хоблерице које одвајају дрво.
Клинови, тестере и длета могу да одвоје дебеле и тврде материјале, попут дрвета, чврстог камена и тврдих метала и то раде са много мање силе, расипања материјала и са већом прецизношћу него дробљење, што је примена исте силе на широј површини материјала који се одваја.
Други примери клинова налазе се у бургијама, које производе кружне рупе у чврстим материјалима. Две ивице бургије су наоштрене, под супротним угловима, у тачку и та ивица је намотана око осовине бургије. Када се бургија окреће око своје осе ротације, клинови се гурају у материјал који треба одвојити. Резултујући рез у материјалу је у смеру ротације бургије, док спирални облик бургије омогућава уклањање резаног материјала.

## Механичка предност
Механичка предност или МА клина може се израчунати дељењем висине клина са ширином клина:
{\displaystyle {\rm {MA={Length \over Width}}}}
Што је угао клина оштрији или ужи, то је већи однос дужине његовог нагиба и ширине, а самим тим ће имати већу механичку предност.
Клин ће се везати када је угао клина мањи од арктангенса коефицијента трења између клина и материјала. Стога, у еластичном материјалу као што је дрво, трење може лакше везати уски клин него широки. Због тога глава цепања има много шири угао од главе секире.

## Машински клинови
Данас постоје клинови, као стандардизовани машински елементи за остваривање растављивих веза. Могу бити уздужни и попречни.